# Salsa Otafuku
La salsa Otafuku (オタフクソース?, Otafuku sōsu) è un condimento piuttosto denso e dolce di colore scuro, prodotto in diverse varietà usate per insaporire alcuni piatti della cucina del Giappone. Tra questi figurano l'okonomiyaki (la cosiddetta pizza di Osaka), gli yakisoba (spaghetti saltati), i takoyaki (frittelline rotonde farcite con polpo) ed il tonkatsu (cotoletta di maiale impanata). Rappresenta l'elaborazione giapponese della salsa Worcester. Oltre a queste salse, l'azienda Otafuku produce varianti del tipo di aceto utilizzato per il riso del sushi e della salsa di soia.

## Storia
La ditta produttrice, la Sasaki di Hiroshima, lanciò sul mercato nel 1952 la salsa per l'okonomiyaki.  In quello stesso anno, l'azienda divenne la Otafuku Zousu, prendendo il nome dalla corpulenta divinità shintoista Otafuku, dispensatrice di allegria e buona fortuna, rappresentata nel teatro Nō con una maschera che può essere definita il ritratto della salute. Il pittogramma del logo aziendale riprende le fattezze di tale maschera.
Negli anni seguenti, la Otafuku si specializzò anche nella guarnizione per altre pietanze giapponesi con salse abbastanza simili alla prima. Nel 1975 la ditta prese il nome attuale Otafuku sauce, e in quello stesso anno rese pubblica la ricetta. Negli anni successivi, altre aziende hanno iniziato la produzione di salse equivalenti, prendendosi buone fette del mercato. Per i giapponesi, la salsa di riferimento per l'okonomiyaki rimane la Otafuku, che è quella originale. 

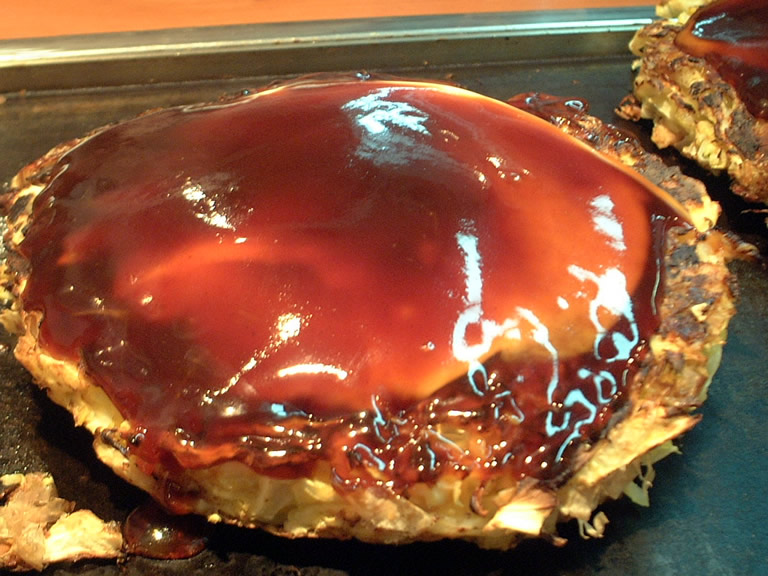
Aspetto finale dellokonomiyaki, con la salsa spalmata sopra

## Salsa Otafuku perokonomiyaki
La salsa per okonomiyaki va aggiunta a fine cottura.
Gli ingredienti per la preparazione sono molteplici: acqua, estratti di frutti e verdure varie, fruttosio proveniente da amido di mais, aceto, zucchero, proteine di soia idrolizzata, sale, amido modificato, salsa di soia, 20 diverse spezie, estratto di lievito, estratti di alghe e funghi shiitake. Esaltatore di sapidità: glutammato monosodico. Colorante: caramello. Addensante: gomma di guar.
Oltre alla normale salsa, esiste una versione più piccante, che si accompagna meglio al consumo di vino o birra.

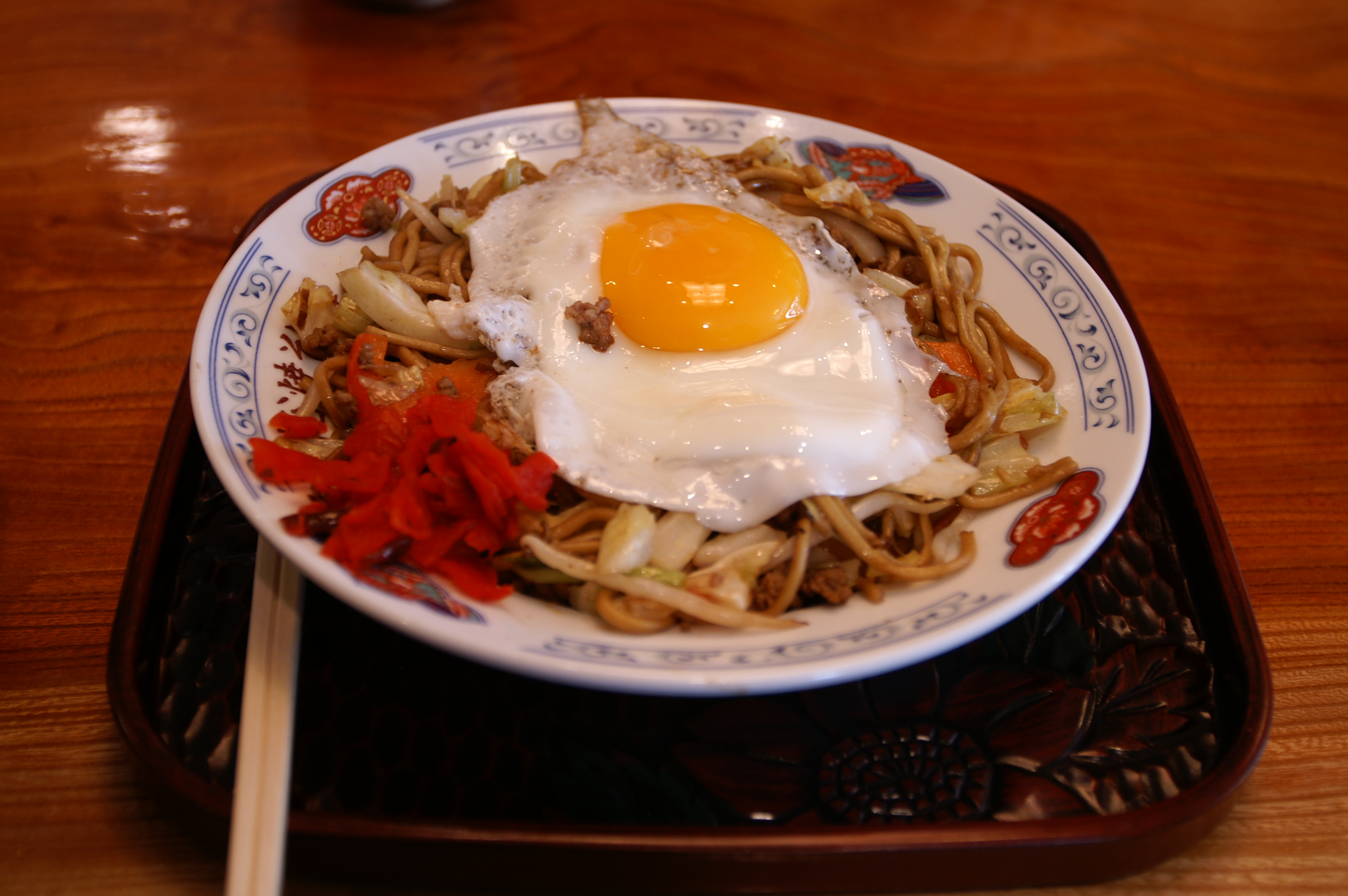
Il colore scuro della pasta in questo piatto di yokote yakisoba è dovuto alla salsa

## Salsa Otafuku peryakisoba
La salsa Otafuku per gli yakisoba, sorta di spaghetti tradizionali saltati alla piastra della cucina giapponese, è tra le più famose e la prima  ad essere stata prodotta fra quelle in commercio, nel 1960.. È l'ingrediente che contribuisce maggiormente al sapore finale del piatto. Viene aggiunta pochi minuti prima di fine cottura.
Gli ingredienti sono praticamente gli stessi di quelli della salsa per okonomiyaki, ma le quantità differiscono in modo tale da ottenere un gusto più leggero.
Oltre alla versione normale, ne esiste una che esalta sia la parte aspra che quella dolce, conferendo un gusto più ricco al piatto.

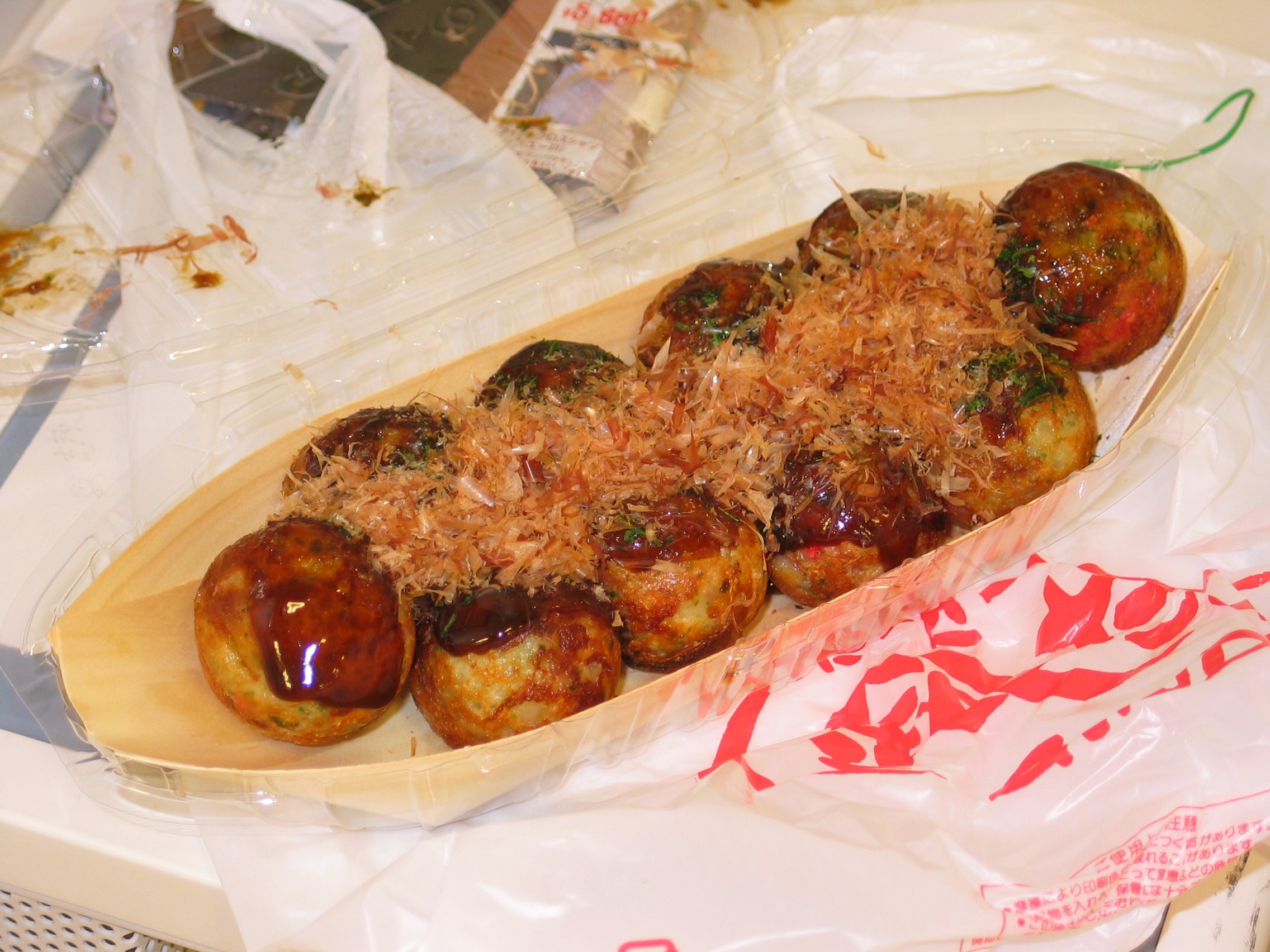
Una "barchetta" di takoyaki con la salsa versata sopra

## Salsa Otafuku pertakoyaki
La salsa per takoyaki, le tradizionali palline ripiene di polpo cotte alla piastra tipiche della cucina del Kansai, fu prodotta per la prima volta dalla Otafuku nel 1964.
Ha un colore più scuro e, pur restando densa e dolciastra, è più sapida di quella per gli okonomiyaki. Va aggiunta a fine cottura. Gli ingredienti sono quasi gli stessi delle altre salse Otafuku, con l'aggiunta di glucosio, salsa Worcester, estratti di ostriche e di sardine anziché quelli di funghi e di alghe. Come addensante viene qui usata la gomma di xantano.

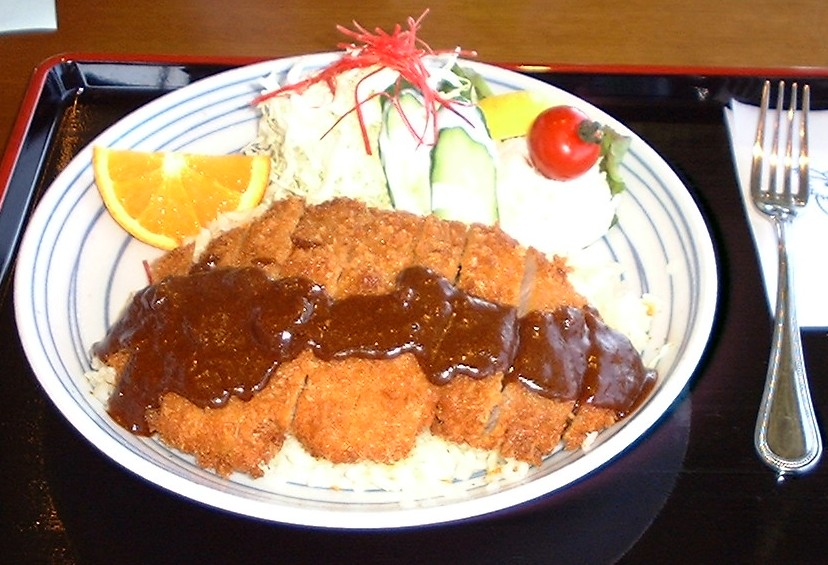
Tonkatsu

Oltre alla versione normale ne esiste una dal sapore più delicato.

## Altre salse Otafuku
Mentre le precedenti salse occupano nel mercato un posto di rilievo, altri condimenti Otafuku rivestono un'importanza minore e si assestano su una fascia di mercato media tra analoghi prodotti delle ditte concorrenti.
- Salsa per tonkatsu, la cotoletta di maiale impanata giapponese. Gusto ed ingredienti sono simili alle salse precedenti
- Aceto per sushi, viene condito con sale e zucchero e quindi stagionato. Si utilizza mischiato al riso nella preparazione del sushi
- Salsa per sushi, una versione dolcificata della salsa di soia, utilizzata per condire il sushi o altri alimenti in luogo della salsa di soia stessa.
- Salsa ponzu, una miscela di salsa di soia e agrumi (limone o yuzu) utilizzata per intingere il cibo (ad esempio il sushi, il sashimi, ecc).